# Seven Days Leave
Pour plus de détails, voir Fiche technique et Distribution.
Seven Days Leave est un film américain réalisé par Richard Wallace, sorti en 1930.

## Synopsis
Pendant la première guerre mondiale, Sarah Ann Dowey, une veuve écossaise femme de ménage, regrette de ne pas avoir de fils au front. Après avoir lu les exploits de Kenneth Downey, un jeune Canadien faisant partie du régiment des Black Watch, elle jure qu'il est son fils. Lorsque Kenneth est blessé et envoyé à Londres en permission, il apprend l'existence de Sarah et finit par accepter qu'elle joue ce rôle pendant son séjour.  
À un moment, il est sur le point de déserter mais, touché par le patriotisme de sa mère d'adoption, il retourne au front. Plus tard, il est porté disparu lors d'une mission en Flandres, sa "mère" reçoit ses médailles et va au travail fière de la bravoure de son "fils". 

## Fiche technique
- Titre original : Seven Days Leave[1]
- Réalisation : Richard Wallace
- Scénario : John Farrow, Dan Totheroh, d'après la pièce The Old Lady Shows Her Medals de James M. Barrie
- Photographie : Charles Lang
- Montage : George Nichols Jr.
- Musique : John Leipold
- Son : Gene Merritt
- Direction artistique : Bernard Herzbrun
- Producteurs : Louis D. Lighton (en), Richard Wallace
- Société de production : Paramount Famous Lasky Corporation
- Société de distribution : Paramount Pictures
- Pays de production :  États-Unis
- Langue originale : anglais
- Format : noir et blanc — 35 mm — 1,37:1 — son Mono (il existe aussi une version muette)
- Genre : drame
- Durée : 80 minutes
- Date de sortie : 
  - États-Unis : 25 janvier 1930

## Distribution
- Gary Cooper : Kenneth Downey
- Beryl Mercer : Sarah Ann Dowey
- Daisy Belmore : Emma Mickelham
- Nora Cecil : Amelia Twymley
- Tempe Pigott : Mme Haggerty
- Arthur Hoyt : M. Willings
- Arthur Metcalfe : le Colonel
- Basil Radford : le Caporal
- Larry Steers : l'aide de camp